# Tenacious D:s diskografi
Tenacious D:s diskografi omfattar två studioalbum, en EP, fem musikvideor och tre singlar. Den här artikeln berör inte material som medlemmarna av Tenacious D har framfört i banden Trainwreck och Probot.
Bandet Tenacious D grundades 1994 av sångaren Jack Black och gitarristen Kyle Gass. Sex år senare, 2000, skrev de kontrakt med skivbolaget Epic Records som släppte deras debutalbum, Tenacious D, i september 2001. Året efter släppte bandet deras första EP, D Fun Pak, en uppföljare till det första albumet. Deras andra studioalbum var också soundtracket till deras första långfilm, The Pick of Destiny. Albumet följdes av en världsomfattande turné.

## Studioalbum
| År                                                                 | Detaljer                                                                                  | Listplaceringar | Listplaceringar | Listplaceringar | Listplaceringar | Listplaceringar | Listplaceringar | Listplaceringar | Listplaceringar | Listplaceringar | Listplaceringar | Försäljningsnivå                     |
| År                                                                 | Detaljer                                                                                  | US              | AUS             | AUT             | IRL             | NL              | NOR             | NZL             | SE              | CH              | UK              | Försäljningsnivå                     |
| ------------------------------------------------------------------ | ----------------------------------------------------------------------------------------- | --------------- | --------------- | --------------- | --------------- | --------------- | --------------- | --------------- | --------------- | --------------- | --------------- | ------------------------------------ |
| 2001                                                               | Tenacious D - Släppt: 25 september 2001 - Skivbolag: Epic - Format: CD, LP                | 33              | 13              | —               | 18              | 33              | 37              | 42              | 19              | —               | 38              | - US: Platina - AUS: Guld - UK: Guld |
| 2006                                                               | The Pick of Destiny - Släppt: 14 november 2006 - Skivbolag: Epic Records - Format: CD, LP | 8               | 35              | 64              | 9               | —               | —               | —               | 44              | 82              | 10              | - IRE: Platina                       |
| "—" visar att albumet inte kvalificerade sig in på listan i fråga. |                                                                                           |                 |                 |                 |                 |                 |                 |                 |                 |                 |                 |                                      |

## EP
| År   | Detaljer                                                                 |
| ---- | ------------------------------------------------------------------------ |
| 2002 | D Fun Pak - Släppt: 29 april 2002 - Skivbolag: Epic Records - Format: CD |

## Singlar
| År | Låt       | Listplaceringar | Listplaceringar | Listplaceringar | Listplaceringar | Listplaceringar | Listplaceringar | Album               |
| År | Låt       | US              | AUS             | IRL             | NL              | NZL             | UK              | Album               |
| --- | --------- | --------------- | --------------- | --------------- | --------------- | --------------- | --------------- | ------------------- |
| 2002 | Tribute   | —               | 4               | —               | 25              | 9               | —               | Tenacious D         |
| 2002 | Wonderboy | —               | 48              | 47              | —               | —               | 34              | Tenacious D         |
| 2006 | POD       | 57              | —               | 20              | —               | —               | 24              | The Pick of Destiny |
| "—" visar att albumet inte kvalificerade sig in på listan i fråga eller inte var tillgänglig i området. |           |                 |                 |                 |                 |                 |                 |                     |

## Musikvideoalbum
| År   | Detaljer | Försäljningsnivå                 |
| ---- | --- | -------------------------------- |
| 2003 | The Complete Masterworks - Släppt: 9 september 2003 - Skivbolag: Epic Records - Format: Dubbel-DVD                   | - US: Platina x 6 - AUS: Platina |
| 2008 | The Complete Masterworks 2 - Släppt: 4 november 2008 - Skrivbolag: Epic Revords - Format: Dubbel-DVD, Dubbel-Blu-ray |                                  |

## Musikvideor
| År   | Titel           | Regissör        |
| ---- | --------------- | --------------- |
| 2001 | Wonderboy       | Spike Jonze     |
| 2001 | Fuck Her Gently | John Kricfalusi |
| 2002 | Tribute         | Liam Lynch      |
| 2006 | POD             | Liam Lynch      |
| 2006 | Classico        | John Kricfalusi |

## Filmer
| År   | Titel                                | Regissör   | Produktionsbolag |
| ---- | ------------------------------------ | ---------- | ---------------- |
| 2006 | Tenacious D: Världens bästa rockband | Liam Lynch | New Line Cinema  |